# Pszichoanalízis
A pszichoanalízis, más néven mélylélektan a pszichológiában vizsgálati és kezelési módszer, mely a lelki zavarokat az ún. „tudatalatti okok” feltárásával igyekszik gyógyítani.
A módszer atyja és névadója a világhírű osztrák neurológus, Sigmund Freud volt. A pszichoanalitikus iskola alapelmélete, hogy az elfojtás révén tudattalanná váló emlékek és motivációk nagy hatással vannak a személy motivációira és viselkedésére. Bizonyos tudattalan gondolatok és emlékek – különösen a szexuális és agresszív jellegűek – neurózis forrásává válhatnak, ugyanakkor a neurózisok kezelhetőek a tudattalan gondolatok és emlékek felszínre hozásával. Erre irányuló módszerét nevezte el Freud pszichoanalízisnek. Kezdetben – kollégája, Dr. Josef Breuer nyomán – hipnózissal dolgozott. Később úgy látta, hogy nem mindenki hipnotizálható, s hogy hipnózissal nehéz tartós eredményeket elérni. Felfedezte, hogy az elfojtott, tudattalanná vált emlékek szabad asszociáció révén is felszínre hozhatók. Ebben alapvető jelentőséget tulajdonított az álomfejtésnek, ezt nevezte a tudattalanhoz vezető via regiának, vagyis királyi útnak. Hasonlóképp jelentést tudott tulajdonítani a szóbeli elvétéseknek, s a terápiában fel tudta használni azokat (freudi elszólás).

## Pszichoanalízis a gyógyításban
A pszichoanalízis elméletén több terápiás eljárás is kifejlődött, melyek technikájukban a pszichoterápia céljának és a probléma feltárásának és megoldásának időszükségletében eltérnek.

### Standard pszichoanalízis
A standard pszichoanalízis a pszichoanalitikus alapszabály (szabad asszociáció, egyenletesen lebegő figyelem) szerint folytatott terápiás eljárás, amely fekvő helyzetben történik. Feltáró, verbális módszer, fontos eszköze az értelmezés. A terápiás anyag jelentős része az áttételi-viszontáttételi konstellációból származik. A személyiségen belül működő – többnyire tudattalan – dinamikus erők átstrukturálásán keresztül hat, aminek eredménye a tünetek javulása, valamint a személyiség összműködésének javulása is. A terápiás folyamat fontos része, hogy a személyiség kóros, konfliktusos részei a terápiás kapcsolatban – a páciens viselkedésében és viszonyulásában – széles területen megjelennek, megérthetővé és átdolgozhatóvá válnak. Általában ambulánsan alkalmazandó.
A pszichoanalízis elmélete alapján működő terápiák az emberi magatartás tudattalan motiváló tényezőinek feltárására és megértésére építenek. Céljuk az adott személy magatartásának, viselkedésének ezen keresztül történő megváltoztatása a terápiás helyzetben folyó közös munka révén.
Mindegyik típus önmegfigyelést és verbális megfogalmazást igényel a pácienstől, illetve megfelelő képzettséget, szaktudást, empátiás megértést, valamint az áttételi–viszontáttételi helyzet kezelésének a képességét a terapeutától.
A pszichoanalitikus terápiák kontinuumot képeznek, amelynek egyik végpontján a standard (lege artis) pszichoanalízis, a másikon pedig a pszichoanalitikus megértésen alapuló életvezetési támogatás, tanácsadás, pszichológiai konzultáció foglal helyet. A kiinduló ponttól (standard pszichoanalízis) távolodva egyre több paraméterben történik változás, ezért a két végponton elhelyezkedő módszerek erősen eltérhetnek egymástól technikájukat tekintve, de összeköti őket a közös elméleti alap. Túl ezen, mindegyik módszerben fontos a páciens és a terapeuta kapcsolata az itt és most helyzetben. Ennek a kapcsolatnak korrekt, szakszerű elemző kezelése mind a pszichoanalízis, mind a pszichoanalitikusan orientált pszichoterápia eredményességének a záloga.
A standard pszichoanalízis négy technikai jellemző mentén definiálható:
- az analitikus semleges alapállása;
- az értelmezésnek mint legfontosabb (de nem kizárólagos) terápiás eszköznek a használata;
- az áttétel módszeres elemzése;
- az időhatár-nélküliség.

A pszichoanalitikus intervenció legfőbb technikai eleme az értelmezés (tudattalan összefüggések megfogalmazása a beteg által közölt anyag és az analitikus megértése alapján); a tisztázás (bizonyos információk, adatok, összefüggések kifejtése – főleg kérdésekkel – az őket körülvevő „információs zajból” és a beteg hárítása következtében keletkező bizonytalanságból); a szembesítés (a beteg szembesítése bizonyos elhárított – többnyire tudatelőttes – érzésekkel, tartalmakkal, konfliktusokkal, összefüggésekkel); a tükrözés (az empátiás megértés segítségével hangsúlyt adni bizonyos, a beteg által közölt érzésnek, pszichés tartalomnak) és a tartalmazás (értékítélet, ellenérzések nélkül elfogadni a beteg által nem elfogadható, elutasított pszichés tartalmakat, érzelmeket). Mindezek a pszichoanalitikusan orientált pszichoterápia eszközei is, de alkalmazásuk módja különbözik a standard pszichoanalízistől.
A pszichoanalitikus terápiák fontos kelléke a kontrollált regresszió, amelyet az analitikus helyzet (relaxált állapot, szenzoros depriváció és az analitikus neutralitása) hoz létre. A regresszió a páciens én-funkcióinak extenzívebb működését eredményezi, láthatóvá téve ezáltal a tipikus és jellemző elhárító mechanizmusait, az elhárított affektusokat és egyéb pszichés tartalmakat.
A páciens és az analitikus együttműködését a pszichoanalízis alapszabálya indítja el. Ebben a páciens vállalja, hogy olyan szabadon mondja el érzéseit, gondolatait, amennyire csak tudja, nem cenzúrázza azokat. Tudomásul veszi, hogy terápiás helyzetben mindig verbális keretek között kell maradnia, impulzusait nem valósíthatja meg cselekvés formájában.
Az alapszabály révén lehetővé válik a szabad asszociáció, amely egyre inkább kiteljesedik az analízis előrehaladtával. A szabad asszociációkat alakító legfőbb tartalmi tényezők a következők: 1. a patogén konfliktusok, 2. a változás (gyógyulás) óhaja, 3. az analitikusnak, mint áttételi tárgynak a megnyerésére irányuló törekvések, és 4. az analitikussal szembeni agresszió.
A szabad asszociációra az analitikus egyenletesen lebegő figyelme irányul. Miközben ilyen módon figyeli a páciens asszociációit, befogadja magába a páciens által közölt érzéseket, tartalmakat. Személyiségét megosztva egyik személyiségrészével azonosítja magát ezekkel a tartalmakkal, a másik személyiségrészével pedig megfigyeli az azonosítás révén benne keletkező érzéseket, gondolatokat, fantáziákat, és felhasználja ezeket a megértés céljára úgy, hogy igénybe veszi szakmai tudását, tapasztalatai és kreatív kapacitását.
Ezek után a megértését terápiás intervenció formájában visszajuttatja a páciensnek. A terápiás intervenció által közvetített megértés átalakítja a beteg belső világát, segítve ezzel adaptív és integratív fejlődését.
A kezelés folyamán további szabályként az absztinencia szabálya működik a standard analízis keretei között. Funkciója az, hogy a páciens a pszichés (nagyrészt tudattalan) szükségletek kielégítése helyett képes legyen átélni a megvonás következtében előálló pszichés feszültséget, és ahelyett, hogy ezt értelmetlen pillanatnyi kielégüléssel levezetné vagy elhárítaná, a megértés számára felhasználható verbális anyagként jelenítse meg. Az absztinencia szabályra vonatkozó kulcsszavak az optimális frusztráció és az optimális kielégülés. Amennyiben az absztinencia-szabály nem teljesül, az analitikus helyzet terápiás kapacitása jelentősen beszűkül. A szükséglet-kielégülés a terápiás helyzetben lezárja az utat a tudattalan megértése irányában. A pszichoanalitikus kúra időigényes folyamat, amelyet nem képesek tükrözni az esetismertetések vagy esetrészletek leírásai. A folyamatban működő jelenségek kulcsszavai a terápiás szövetség, az áttétel, a viszontáttétel, az ellenállás és az átdolgozás.
Ki végezheti? Orvosi vagy pszichológusi diplomával és pszichoterápiás szakvizsgával rendelkező személy, aki pszichoanalitikus módszerspecifikus képzettséget szerzett. Tömegellátásra intenzív, sok időt és energiát igénylő volta miatt nem alkalmas.

### Pszichoanalitikusan orientált pszichoterápia, pszichodinamikus terápia
A pszichoanalízis dinamikus szemléletére építő, nem időhatáros egyéni terápia, amely egy vagy több paraméterében (például részleges szabad asszociáció, ülésgyakoriság, fekvő/ülő helyzet) eltér a standard analízistől, a beteg terápiás terhelhetőségének függvényében. Feltáró módszer, amely a személyiség átdolgozásán keresztül éri el a tünetek javulását és a személyiség változását. Ambuláns és kórházi keretek között egyaránt alkalmazható.
Ferenczi Sándor, Otto Rank az 1920-as években, majd Franz Alexander a harmincas években a pszichoanalitikus folyamat hatékonyságának fokozása és szélesebb betegkör gyógyítása érdekében a pszichoanalízis elméletében és gyakorlatában technikai újításokat vezetett be. Ezek közül azok az eszközök bizonyultak előnyösnek, amelyek a terápiás kapcsolat biztonságát erősítve a korábbi traumatikus élmények érzelmi feldolgozásával oldották a személyiség belső konfliktusait. Ennek következtében stabil, munkaképes, kapcsolatokban jobban működő, örömre fogékonyabb személyiség alakítható ki.
- Terápiás folyamat

A tünetek, életvezetési problémák mögött húzódó tudattalan motívumok és a lélektani konfliktusok feltárásával majd feldolgozásával új egyensúlyi állapotot teremt az egyén számára, amelyben nemcsak tünetei nem térnek vissza, de alkalmassá válik önálló, konstruktív életvezetésre A terápia egyéni, a pszichoterapeutával való terápiás kapcsolat kialakításával történik heti 1- 2 ülésben, addig, amíg a folyamat közös megállapodással le nem zárható.
- Specifikus hatótényezők

A módszer verbális. A tudattalan folyamatok előtérbe kerülésére használja a szabad asszociációt, az egyén álmainak rá vonatkozó értelmezését – mint a tudatból kiszorított élményekhez vezető utat. A terápiás kapcsolat áttételi és viszontáttételi dinamikájának megértésével, az ellenállások átdolgozásával, az emlékezetből kiszorított traumatikus élmények feldolgozásával a pszichoterápiás munka biztonságában a személyiség képes korábbi sérülései korrekciójára és új irányokba történő nyitásra, fejlődésre.

### Pszichoanalitikus rövidterápia
A pszichoanalízis elméletére és módszertanára támaszkodó terápia, amelyben az ülésszámot előre meghatározzák. A terápiás technika a pszichodinamikai fókuszra centrál. Célja a személyiség részleges, a tüneti viselkedéssel közvetlenül összefüggő megváltoztatása. Ülő helyzetben történik. Ambuláns és kórházi keretek között egyaránt alkalmazható.
A rövid dinamikus pszichoterápia is a pszichoanalízis elméleti módszeréből fejlődött ki. Előfutárának tekinthető többek között Bálint Mihály, aki kidolgozta a fokális pszichoterápia és a pszichoterápiás tanácsadás módszerét. Létrehozói világszerte pszichoanalitikusok, akik a pszichoanalízis elméleti és terápiás gyakorlatát kívánták széles körben, jól megragadható problémák, körülírható tünetek kezelésére alkalmazhatóvá tenni. A módszer nem vállalkozik a személyiség teljes, csakis az aktuális problémát/tünetet kiváltó nem tudatos pszichés konfliktusok feltárására és átdolgozására. A hatvanas években egyre nagyobb igény fogalmazódott meg körülhatárolt problémák rövid időhatárok közötti jó hatékonyságú kezelésére. Az 1970-es évek közepén megszületett a David Malan, Peter Sifneos és Habib Davanloo nevével fémjelzett rövid dinamikus pszichoterápia.
- Terápiás folyamat

Eszközeiben alkalmazza a pszichoanalitikus technikákat, a szabad asszociációt, a terápiás kapcsolat dinamikai rendszeréből az áttételi-viszontáttételi folyamat megértéséből származó megnyilvánulásokat. Figyelmet fordít az ellenállások átdolgozására, és különös tekintettel van az időhatár miatt előtérbe kerülő leválási szorongás feldolgozására.
- Specifikus hatótényezők

A tünetért felelős lélektani konfliktust állítja fókuszba. A dinamikus pszichoterápiák tudattalan motívumok feltárására használt eszközeit alkalmazza hangsúlyeltolódással: például részlegesen a szabad asszociációt, intenzíven az áttételi és viszontáttételi dinamikát, az ellenállások feltárását és átdolgozását, míg az időhatár nyomása miatt kialakuló leválási szorongást kiemelten kezeli.
- Szakember

Szakorvosi vagy klinikus szakpszichológusi végzettséggel és pszichoterápiás szakképesítéssel rendelkező pszichoanalitikus pszichoterapeuta, pszichoanalitikusan orientált pszichoterapeuta.

## A pszichoanalízis magyarországi történetéhez
A Magyarországi Tanácsköztársaság (1919) idején Radó Sándor elérte Kun Bélánál, hogy Ferenczi Sándor, Sigmund Freud barátja és munkatársa egyetemi tanári kinevezést kapjon. Ferenczi így a pszichoanalízis első egyetemi tanárává vált a világon. Freud nagy örömmel üdvözölte ezt, kijelentve, hogy „erről a sikerről korábban nem is álmodtunk”. Jászi Oszkár a fejleményt úgy kommentálta, hogy a freudizmus „misztériumai” a kommunista ifjúság bálványai lettek. (Hasonlóképpen Szovjet-Oroszországban is nagy tiszteletnek örvendtek Freud művei, Lenin személyes könyvtárában is megtalálhatók voltak.)
A pszichoanalízis nem csak a zsidó és/vagy kommunista fiatal értelmiségiek körében volt népszerű, hanem az antiszemita vonásoktól távolról sem mentes Kosztolányi Dezső és Kodolányi János is lelkes híve lett Freud tanításainak.
A konzervatív magyar orvosi társadalom túlnyomó többsége azonban Jendrassik Ernő, Ferenczi nagy ellenfele pártján állott, aki kijelentette, hogy Freud elmélete nem más, mint „pornográfia és álomfejtés”. A kommün bukása után Ferenczit a Budapesti Királyi Orvosegyesület törölte tagjai sorából. Radó Sándor csak három évtized múlva, New Yorkban tudta újra kiküzdeni, hogy a pszichoanalízis tanszéket kapjon, mégpedig a Columbia Egyetemen, ahol ő lett a pszichiátriai intézet igazgatója.